# Richard Ekman
Richard Albert Ekman, född 20 december 1874 i Lindesberg, död 22 december 1954 i Katarina församling, Stockholm, var en svensk konstnär.
Han var son till rådmannen Richard Ekman och Maria Larsson, samt gift 1905 med Hanna Nordwall och far till (Lars Ekman), Härje Ekman och Kerstin Ekman-Zethræus. 
Ekman studerade konst i Tyskland runt 1900. Han medverkade i utställningar i Stockholm och Östersund. Hans konst består av stilleben, figursaker, porträtt och landskapsmotiv från Härjedalen i olja eller akvarell. Tillsammans med Per Nilsson-Tannér gav han 1936 ut boken Våra kyrkor som beskriver Jämtlands och Härjedalens kyrkor.